# دبليو. بيتن كونينغهام
دبليو. بيتن كونينغهام (بالإنجليزية: W. Peyton Cunningham) هو محامي وسياسي أمريكي، ولد في 20 أكتوبر 1901 في نتشتوشس في الولايات المتحدة، وتوفي في 27 يناير 1971. حزبياً، نشط في الحزب الديمقراطي. وقد انتخب عضو مجلس نواب لويزيانا.